# Piotr O’Higgins
Piotr O’Higgins (ur. prawdopodobnie 1602 w okolicach Dublina ; zm. 23 marca 1642 w Dublinie) – irlandzki dominikanin, błogosławiony Kościoła katolickiego.

## Życiorys
Piotr O’Higgins prawdopodobnie urodził się w 1602 r. w okolicach Dublina. Do zakonu dominikanów wstąpił w 1622 r. Kształcił się potajemnie w Irlandii, a później w Hiszpanii. W 1627 r. jego nazwisko pojawiło się na liście irlandzkich dominikanów mieszkających w Hiszpanii. We wczesnych latach 30. XVII w. był już w Naas w Irlandii, gdzie miał za zadanie ponowne otwarcie klasztoru dominikanów.
W 1641 r. w Irlandii wybuchły walki pomiędzy irlandzkimi katolikami a angielskimi protestantami. W styczniu 1642 r. Naas zostało zdobyte przez siły angielskie, a Piotra O’Higginsa uwięziono. Przewieziono go do Dublina. Ponieważ odmówił uznania króla Anglii za zwierzchnika Kościoła, został powieszony 23 marca 1642 r.
Został beatyfikowany przez Jana Pawła II 27 września 1992 r. w grupie 17 męczenników irlandzkich.